# جز جک‌ربیت ۲
«جز جک‌ربیت ۲» (انگلیسی: Jazz Jackrabbit 2) یک بازی ویدئویی در سبک side-scrolling video game در سری جز جک‌ربیت است که توسط Gathering of Developers و در سال ۱۹۹۸ و در پلت‌فرم‌های مایکروسافت ویندوز و مک اواس منتشر شده‌است.